# کورتس کاستیل و لئون

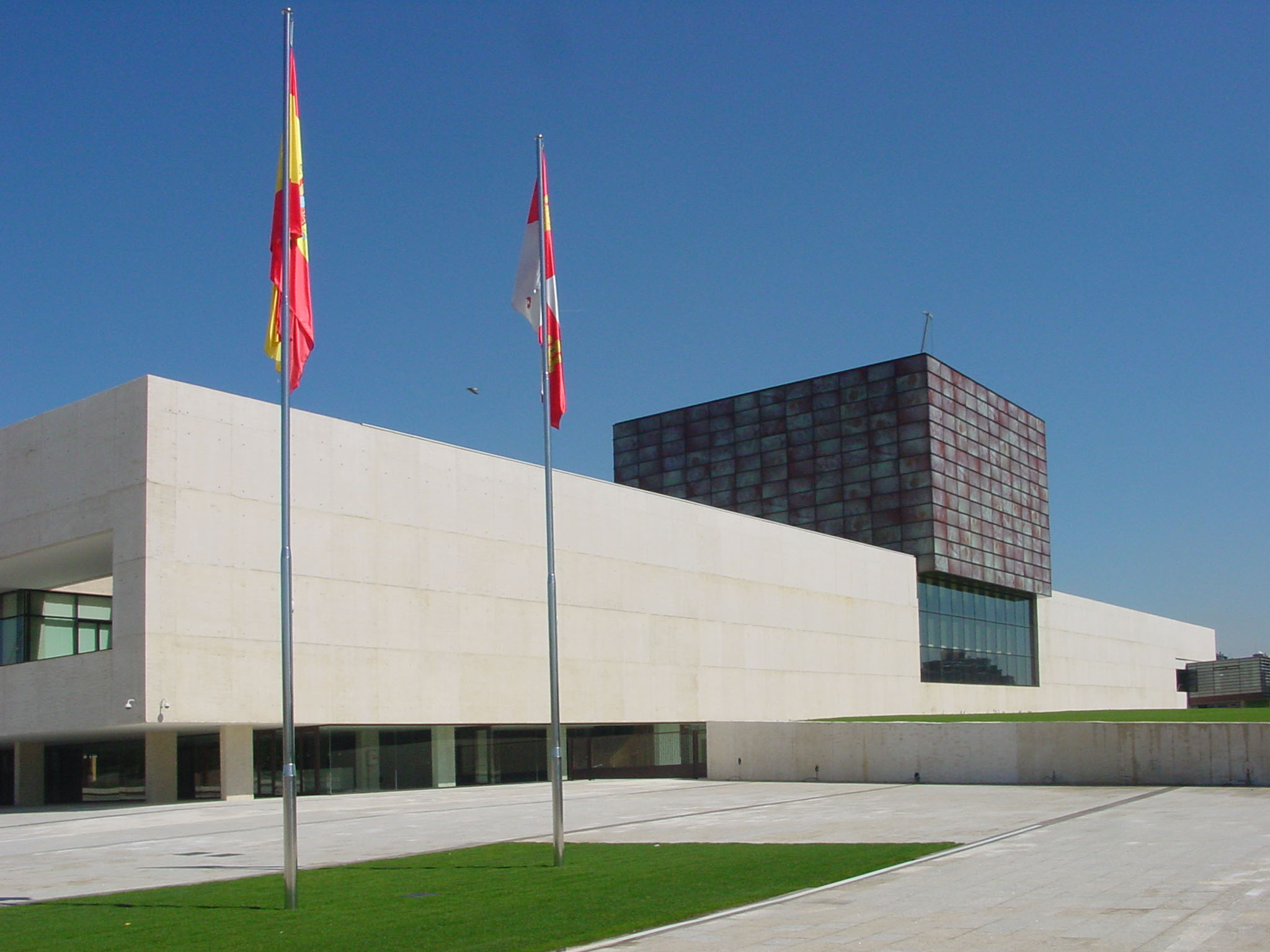
ساختمان جدید کورتس کاستیا و لئون که در سال ۲۰۰۷ افتتاح شد.

کورتس کاستیا و لئون (اسپانیایی: Cortes de Castilla y León‎) مجلس مقننه بخش خودمختار کاستیا و لئون است که قدمت آن به کورت سلطنتی لئون (به لاتین: Curia Regis de León) در سال ۱۱۸۸ میلادی می‌رسد.